# Morgan Le Guen
Morgan Le Guen (* 12. September 1993) ist ein Schweizer Leichtathlet, der sich auf den Langstreckenlauf fokussiert.

## Sportliche Laufbahn
Erste internationale Erfahrungen sammelte Morgan Le Guen, der erst mit Ende 20 zur Leichtathletik kam, bei den Straßenlauf-Weltmeisterschaften 2023 in Riga, bei denen er nach 13:46 min den 24. Platz über 5 km belegte. Im Jahr darauf startete er im 5000-Meter-Lauf bei den Europameisterschaften in Rom und belegte dort in 13:25,08 min den achten Platz.
2023 wurde Le Guen Schweizer Meister im 10.000-Meter-Lauf.

## Persönliche Bestzeiten
- 1500 Meter: 3:41,76 min, 8. Mai 2024 in Gravelines
- 3000 Meter: 7:49,14 min, 12. September 2022 in Bellinzona
- 5000 Meter: 13:14,16 min, 25. Mai 2024 in Brüssel
- 10.000 Meter: 28:58,08 min, 3. Juni 2023 in Pacé
- 5-km-Straßenlauf: 13:40 min, 17. März 2024 in Lille
- 10-km-Straßenlauf: 28:00 min, 25. Februar 2024 in Castelló de la Plana